# Liga e Dytë
La Liga e Dytë e Futbollit të Kosovës è la terza divisione del campionato di calcio del Kosovo. Viene organizzata dalla Federazione calcistica del Kosovo. Vi partecipano 16 squadre, che si affrontano in un girone all'italiana in partite di andata e ritorno, per un totale di 30 partite per ogni squadra.

## Squadre (2021–22)
| Squadra           | Città         |
| ----------------- | ------------- |
| Bashkimi          | Kamenica      |
| Behar Vitomirica  | Peć           |
| Dardanët          | Gjakova       |
| Dardania          | Qyshk         |
| Dukagjini Gjakovë | Gjakova       |
| KEK               | Obilić        |
| Fushë Kosova      | Kosovo Polje  |
| Kosova Prishtinë  | Prishtina     |
| Gjakova           | Gjakova       |
| Lepenci           | Kaçanik       |
| Minatori          | Mitrovica     |
| Prizreni          | Prizren       |
| Rilindja          | Pristina      |
| Sharri            | Hani i Elezit |
| Shkëndija         | Hajvalia      |
| Vëllazëria        | Zhur          |
| Vjosa             | Shtime        |